# Cedar Tree Tower
Ne doit pas être confondu avec Chapin Mesa Lookout.
La Cedar Tree Tower est une tour en ruine du comté de Montezuma, dans le Colorado, aux États-Unis. Elle est protégée au sein du parc national de Mesa Verde.